# Фонтан (Горња Лоара)
Фонтан (фр. Fontannes) насеље је и општина у централној Француској у региону Оверња, у департману Горња Лоара која припада префектури Бријуд.
По подацима из 2011. године у општини је живело 1057 становника, а густина насељености је износила 108,19 становника/km². Општина се простире на површини од 9,77 km². Налази се на средњој надморској висини од 425 метара (максималној 527 m, а минималној 419 m).

## Демографија
| 1962. | 1968. | 1975. | 1982. | 1990. | 1999. | 2011. |
| ----- | ----- | ----- | ----- | ----- | ----- | ----- |
| 425   | 483   | 538   | 665   | 774   | 873   | 1.057 |

График промене броја становника у току последњих година